# Csinhua
Csinhua (egyszerűsített kínai írással: 金华) prefektúra szintű város Kínában, Csöcsiang tartományban. Lakosainak száma 7 050 683 fő (2020).

## Népesség
| 2010 | 5 361 572 |
| 2020 | 7 050 683 |

## Testvérvárosok
- Düren
- Hollabrunn